# Támara
Támara is een gemeente in het Colombiaanse departement Casanare. De gemeente, gelegen op de oostelijke flank van de Cordillera Oriental, telt 6480 inwoners (2005). De belangrijkste economische sector van de gemeente is de koffieteelt.
Aguazul · Chameza · Hato Corozal · La Salina · Maní · Monterrey · Nunchía · Orocué · Paz de Ariporo · Pore · Recetor · Sabanalarga · Sácama · San Luis de Palenque · Támara · Tauramena · Trinidad · Villanueva · Yopal